# Kontrasztív nyelvészet

## A nyelvhasonlítás típusai
A nyelvek közötti viszonyok tanulmányozására, a nyelvhasonlításra többféle módszer is létezik. A történeti-összehasonlító (komparatív) elsősorban hasonlóságokat, azonosságokat keres, rokon nyelvek jelenségeit veti össze. 
A nyelvtipológia szinkrón jellegű, egymással nemcsak rokoni kapcsolatban álló nyelveket vizsgál. Strukturális kategóriákat választ ki (pl. szórend), és a nyelveket genetikai rokonságuktól függetlenül vizsgálja. Roman Jakobson szerint a tipológia alapja a rendszer, és nem az elemek felsorolása.
Az areális nyelvészet szintén szinkrón tudomány, és alapját az a megfigyelés képezi, hogy bizonyos nyelvek akkor is hasonlítanak egymásra, ha az eredetük és típusuk eltérő, és ez a hasonlóság a földrajzi közelségükkel magyarázható. 
A kontrasztív (egybevető) módszer általában csak két nyelvet vizsgál, két nyelv struktúráját veti egybe, ellentétben a nyelvtipológiával, amely a nyelvek összes létező és lehetséges hasonlóságát és különbségeit vizsgálja.

## A kontrasztív módszer
A kontrasztív nyelvészet megalapítójának Robert Ladot tekintik. Amerikai spanyol bevándorlóként szembesült azokkal a nehézségekkel, amelyekkel más nyelvek beszélői az angoltanulás során szembesülnek. Véleménye szerint a nehézségek oka az anyanyelv angoltól eltérő tulajdonságai. Ő fogalmazta meg a kontrasztív hipotézist: a nyelvtanulási nehézségek megjósolhatók, ha a tanuló anyanyelvét hangtani, nyelvtani és szókészleti szempontból összehasonlítjuk az idegen nyelvvel. 
Empirikus kutatások ugyanakkor bebizonyították, hogy nem mindig az anyanyelv interferenciái okozzák a tanulók által elkövetett hibákat. Számos különböző anyanyelvű tanuló követte el ugyanazokat a hibákat, és kiderült, hogy két nyelv bármilyen egyezése nem feltétlenül segíti elő a nyelvtanulást. 
A nyelvpedagógia alkalmazás kudarca ellenére számos területen van létjogosultsága, például a fordítástudománnyal, a lexikográfiával és az elméleti nyelvészettel együttműködve. 